# Cephalaria procera
Cephalaria procera là một loài thực vật có hoa trong họ Kim ngân. Loài này được Fisch. & Avé-Lall. mô tả khoa học đầu tiên năm 1841.